# Bolchie Saly
Bolchie Saly ou Grands Saly (en russe : Большие Салы, en arménien : Մեծ Սալա) est un village du raïon Miasnikovski de l’oblast de Rostov. C’est le centre administratif de la commune rurale du même nom.

## Géographie
Le village se trouve au nord de Rostov-sur-le-Don sur le cours de la rivière Temernik, non loin du delta du Don.

## Histoire

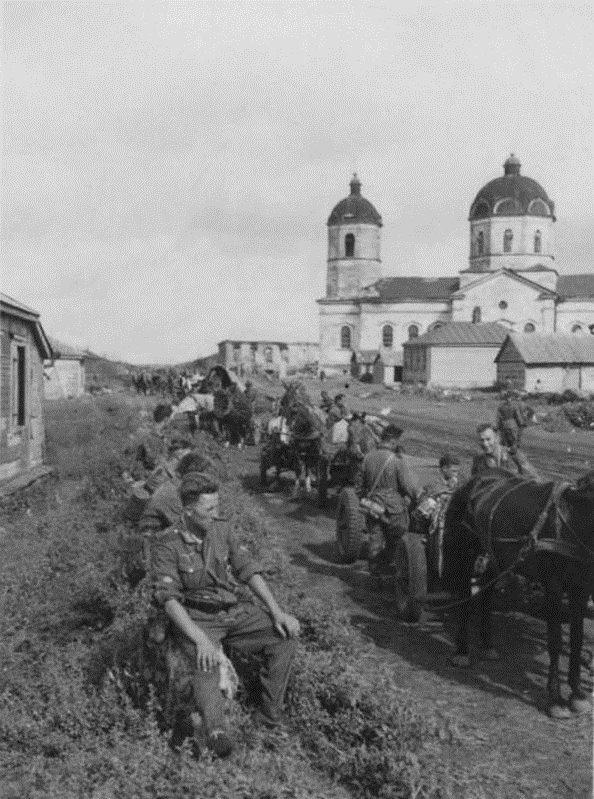
Troupes allemandes à Bolchie Saly.

Le village est fondé en 1779 par des colons Arméniens venus de Crimée par oukaze de Catherine II. Les fondateurs de Bolchie Saly étaient originaires du village de Sala (aujourd’hui nommé Grouchevka) proche de Soudak.
Pendant la Seconde Guerre mondiale le village est occupé par les Allemands.

## Monuments
- Église arménienne de la Très-Sainte-Mère-de-Dieu (XIXe siècle)